# École primaire Fläming

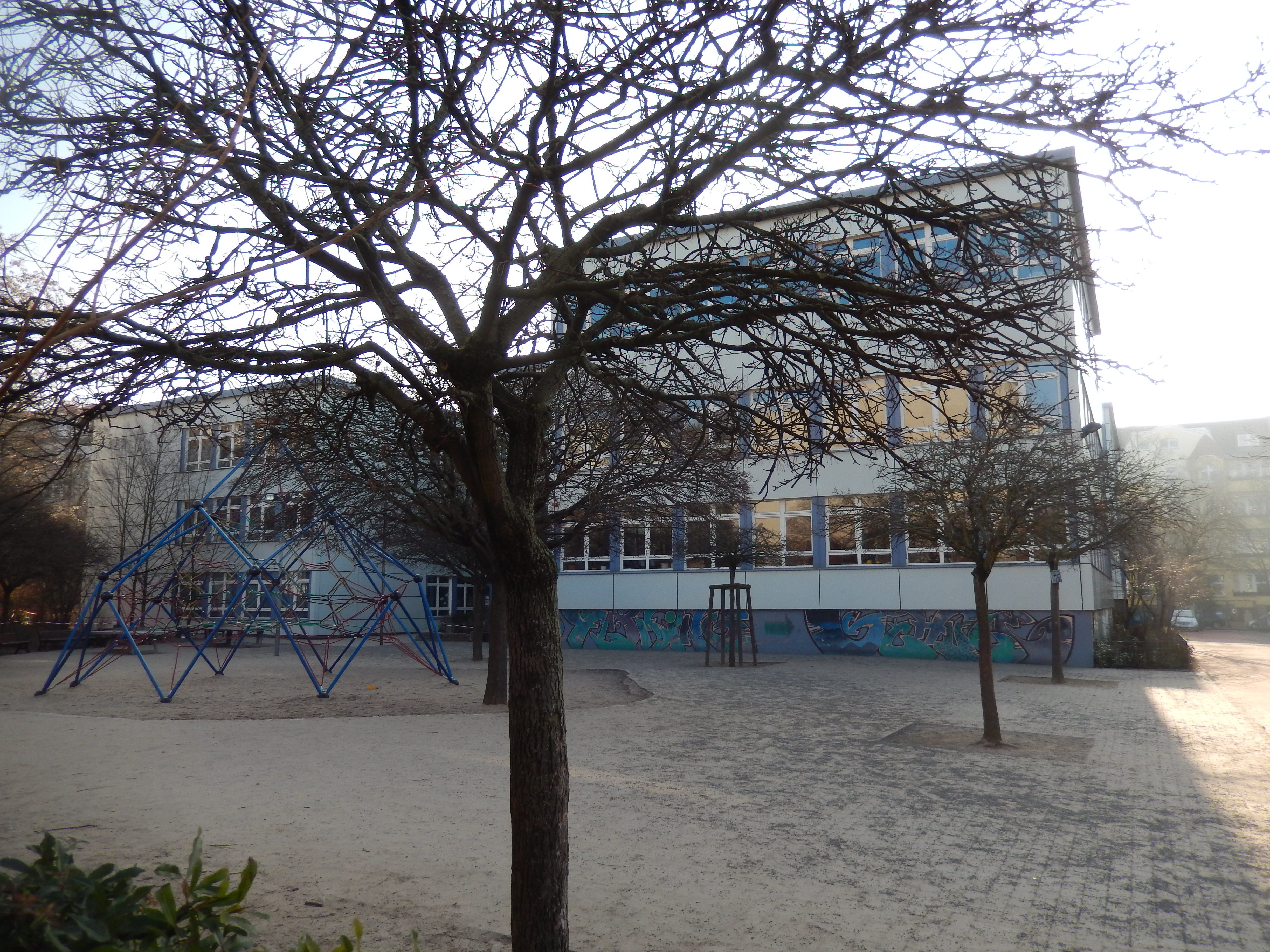
L'aire de jeu ainsi qu'une partie des bâtiments de l'école Fläming.

 (février 2025).
Motif : Sources ? Notoriété ?
- Archive Wikiwix
- Bing
- Cairn
- DuckDuckGo
- E. Universalis
- Gallica
- Google
- G. Books
- G. News
- G. Scholar
- Persée
- Qwant
- (zh) Baidu
- (ru) Yandex
- (wd) trouver des œuvres sur Wikidata

| 1. | Préciser le motif de la pose du bandeau. | Précisez le motif de la pose du bandeau en utilisant la syntaxe suivante : {{admissibilité à vérifier\|date=mars 2025\|motif=remplacez ce texte par le motif}}                              |
| 2. | Informer les utilisateurs concernés.     | Pensez à avertir le créateur de l'article, par exemple, en insérant le code ci-dessous sur sa page de discussion : {{subst:avertissement admissibilité à vérifier\|École primaire Fläming}} |

L'École primaire Fläming (Fläming-Grundschule) est une école primaire située à Berlin en Allemagne dans la Illstraße 4-6 du quartier de Friedenau.
Depuis 1975, l'école comprend des classes d'inclusions où des élèves en situation de handicap sont scolarisés avec des élèves non-handicapés. L'école Fläming était ce faisant la première dans le monde germanophone à ne plus séparer l'enseignement spécialisé de l'enseignement ordinaire, inaugurant le phénomène des Integrationsschulen (« école d'inclusion ») en Allemagne.
Comme toutes les écoles primaires de Berlin, l'école Fläming accueille des élèves de la 1re à la 6e classe (du CE1 à la 5e dans le système éducatif français). Sur 585 élèves, environ 10 % sont en situation de handicap physique ou psychique. 

## Histoire
La I. Gemeindeschule Berlin-Friedenau (« 1re École communale de Berlin-Friedenau ») s'est ouverte en 1875 dans l'Albestraße. Elle change son nom 18. Volksschule Berlin-Schöneberg en 1932. Le 26 octobre 1956, elle se renomme Fläming-Schule, du nom de la région brandebourgeoise éponyme Fläming au sud-ouest de Berlin, elle-même ainsi nommée du fait de colons médiévaux Flamants. Fläming est riche en parcs naturels et est une destination touristique appréciée des berlinois.
L'école déménage en 1973 à la Illstraße 3-4, petite rue en cul-de-sac qui débouche sur la Rheinstraße. Les débuts de l'école d'inclusion est au départ une initiative de parents d'élèves dont les enfants s'étaient auparavant connus dans la crèche Kinderhaus Friedenau,.
En 2005, le film Scènes de classe sur l'inclusion a été tourné dans l'école.